# .mk
.mk es el dominio de nivel superior geográfico (ccTLD) para Macedonia del Norte.